# جوزيبي بويتا
جوزيبي بويتا (بالإيطالية: Giuseppe Poeta)‏ مواليد 12 سبتمبر 1985 في باتيباليا، إيطاليا، هو لاعب كرة سلة إيطالي. بدأ مسيرته الاحترافية في سنة 2000. يلعب في ليغا باسكيت الدرجة الأولى كلاعب هجوم خلفي. يحمل الرقم 8.

## المسيرة الاحترافية
لعب مع نادي فيرولي لكرة السلة في موسم 2005–2006، ثم لعب مع تيرامو باسكت في الدوري الإيطالي من سنة 2006 إلى 2010، ثم لعب مع فيرتوس بالاكانسترو بولونيا من سنة 2010 إلى 2013، ثم لعب مع ساسكي باسكونيا في الدوري الإسباني في سنة 2014، ثم لعب مع باسكت مانريسا في موسم 2014–2015، ثم لعب مع أكويلا باسكت ترينتو في الدوري الإيطالي في موسم 2015–2016.

## روابط خارجية
- جوزيبي بويتا على موقع الاتحاد الدولي لكرة السلة (الإنجليزية)
- جوزيبي بويتا على موقع الدوري الأوروبي لكرة السلة (الإنجليزية)
- جوزيبي بويتا على موقع الدوري الإسباني لكرة السلة (الإسبانية)
- جوزيبي بويتا على موقع كرة السلة الأوروبية.كوم (الإنجليزية)
- جوزيبي بويتا على موقع ريلجم (الإنجليزية)
- جوزيبي بويتا على موقع بروبوليرز (الإنجليزية)
- جوزيبي بويتا على موقع سبورتس رفرنس (الإنجليزية)